# 新加坡道教

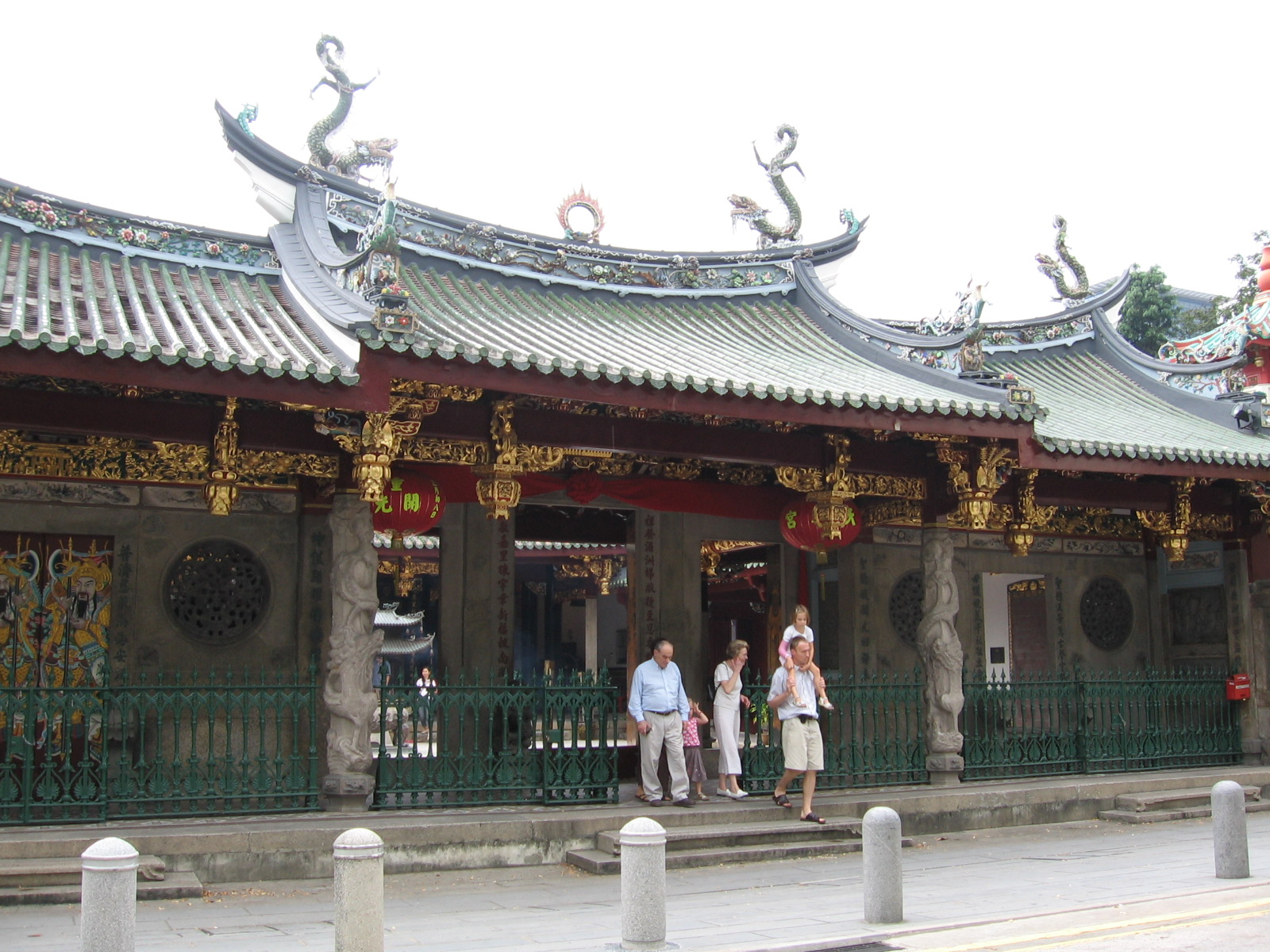
天福宮（建於1842年）是新加坡最古老的道教廟宇之一。

新加坡道教是新加坡各大主要宗教之一。根据2020年人口普查，道教是新加坡总人口占约8.8%的宗教信仰。新加坡道教也包含其他“中國民間信仰”，如齋教、先天道與王爺信仰等。在新加坡，中國民間信仰通常被歸類於道教的範疇裏。其實，這是繼承了由儒釋道融合而成的一種中國宗教信仰。与年轻群体相比，较大比例的老年居民信奉道教。
「新加坡道教总会」成立于1990年，旨在提高公众对道教文化和传统的认识和了解。虽然新加坡共有上千座道教宫庙，但隶属于道教总会的庙宇和组织只有大约540个。

## 历史
创建于1821年（一说初建于1796年）的顺天宫是新加坡最早的道教庙宇，位于芽笼巷内。自1920年代后，中国南方省籍的正一派道士陆续到新加坡，设立道坛与从事科仪活动。经过几十年的发展，现在新加坡的正一派道士有福建帮(闽南帮）、福州帮、兴化帮、广东帮、客家帮和海南帮，其中以闽南帮的人数最多，影响最大。新加坡的正一派道士也于1979年成立了「三清道教会」。 1990年三月，由三清道教会与其他27间道教宫庙团体联合发起组成了「新加坡道教总会」。又邀请中国道教协会副会长黄信阳道长等全真派道士多次前往新加坡开办道士培训班、主持法事。同时还同中国大陆的正一派道观以及港台的道教团体开展广泛的联系与合作。新加坡道教协会成立于1996年，该会于每年农历二月十五日举行的道教节。1996年开始，道教徒即积极参与由新加坡共和国九大宗教所组成的新加坡宗教联谊理事会的祈福和祷告会及其他活动。二十一世纪初，修建起富丽堂皇的三清宫，主殿供奉道祖三清及真武大帝、正一天师，左殿供奉全真道吕洞宾、王重阳、丘处机三位祖师，右殿供奉孔圣人，体现全真道“三教合一”的宗旨。新加坡道教学院，和三清道教图书馆，在2008年在底在三清宫正式成立。道教学院为新加坡培养年轻的、有宗教情操、有文化涵养、能够执行道教科仪的道教工作人员。

## 祖先崇拜
祖先崇拜是一种传统习俗，在新加坡有大量华人遵循。道教徒、大多数佛教徒和一些不信教的华人仍然延续着祖先崇拜的传统。
新加坡华人家庭供奉祖先牌位，上面刻有祖先的名字。此类牌位放置在祠堂和供香的瓮后，祭品通常放在其前面。一般华人家庭中的祖牌只记载了父系祖先及其妻子的姓名。随着现代主义的出现，也许是由于华人传统价值观的式微，孝道等习俗正在慢慢消失。许多华人将他们的祖先牌位搬到了佛教寺庙和少数道观中供奉，以简化祖先崇拜的传统。多数华人住家当中最多只能找到道教或佛教的祭坛。
当地人可以选择将他们祖先的遗体火化并将其骨灰存放在各骨灰安置所或墓地。尤其是在清明节期间，家家户户都会去祖先的安息之地祭拜。他们会给祖先供上香、金银纸、紙紮和食物供品。
按照华人的传统习俗，在华人墓地或骨灰安置所里祭祀祖先的人，必须在烧香之前先摆好供品。然后，祭祀者可以再继续将他们的香棒放在指定区域之前念诵经文。祭祀者随后烧香纸并收集祭祀后的食物。

### 香纸
用于祭祖的香纸有多种款式。印有金箔的黄纸代表金两；银箔纸则代表银两。
另一种形式为单色纸，它的一侧表面较粗糙，另一侧表面较光滑。这种纸有不同的颜色。这种香纸要卷起来，两端紧贴。较光滑的面应形成外表面。这类香纸用于代表祖先的衣服。而用棕色再生纸印制的表面柔软粗糙的纸张则用作布。

### 喪禮習俗
新加坡的道教喪禮因籍貫不同而有所差異。大多數受聘主持喪禮儀式的道教廟宇皆設於新加坡，唯有客家人例外，他們會聘請馬來西亞居鑾的道士前來新加坡，為喪家的客籍亡者舉行儀式。
在靈堂的兩側，各擺放一盞喪燈，一盞上書寫亡者的姓氏，另一盞則記載其享年。潮州人的傳統則不在燈籠上書寫姓氏，而是分別書上「嚴」或「慈」二字。這源於諺語「嚴父慈母」，體現了父母在子女成長過程中的傳統角色，其中「嚴」表示亡者為男性，「慈」則表示女性。
在某些情況下，燈籠上的字會以紅色書寫，表示亡者高壽，至少享年八十。
至於廣東人與客家人，會舉行「破地獄」儀式。此儀式源於一種信仰：人死後會因生前罪孽而墮入地獄，因此需透過法事超渡，拯救亡魂，引導其離開冥界，轉世投胎。